# Margaret MacNeil
Margaret MacNeil (ur. 26 lutego 2000) – kanadyjska pływaczka specjalizująca się w stylu motylkowym i dowolnym, mistrzyni olimpijska i mistrzyni świata, rekordzistka globu na krótkim basenie.

## Kariera
W 2019 roku na mistrzostwach świata w Gwangju zwyciężyła na dystansie 100 m stylem motylkowym i ustanowiła nowy rekord obu Ameryk (55,83). W sztafecie 4 × 100 m stylem dowolnym wraz z Kaylą Sanchez, Taylor Ruck i Penny Oleksiak zdobyła brązowy medal. Kanadyjki z czasem 3:31,78 poprawiły także rekord swojego kraju.
Dwa lata później, podczas igrzysk olimpijskich w Tokio drugiego dnia zawodów zdobyła srebrny medal w sztafecie 4 × 100 m stylem dowolnym. Następnego dnia zwyciężyła na dystansie 100 m stylem motylkowym i czasem 55,59 pobiła rekord obu Ameryk.